# 旭カーボン
旭カーボン株式会社（あさひカーボン）は、新潟県新潟市に本社・工場を置く、化学工業メーカーである。ブリヂストングループに属し、カーボンブラックの製造・販売を行う。

## 事業
1951年、新潟で産出する天然ガスを利用し、タイヤなどの原料となるカーボンブラックの製造メーカーとして創業。1998年にはブリヂストンの連結子会社となった。
新潟市東区の通船川に面し、東京ドームと同じくらいの面積の工場を有する。創業以来365日24時間体制で点検作業を行い、夜間には点検通路の照明灯が点灯される。通船川対岸からの景観は工場夜景のスポットとして注目を浴び、東区役所主催の「工場夜景バスツアー」にも組み込まれている。製造過程で副生するガスは自家発電に使用され、工場での電力消費をまかなうほか、一部は近隣企業や電力会社を通じた売電も行う。発電時に生じる二酸化炭素は近隣の製紙会社に製紙原材料として供給される。地域社会への貢献活動として、2006年から通船川の美化活動を行い、2010年からは近隣の小学校に同社のカーボンブラックを使用した墨汁を寄贈している。